# Слободан дан Фериса Бјулера
Слободан дан Фериса Бјулера (енгл. Ferris Bueller's Day Off) америчка је тинејџерска комедија из 1986. године. Режију и сценарио потписује Џон Хјуз, док главну улогу тумачи Метју Бродерик.
Постао је десети филм по заради 1986. године у САД, зарадивши преко 70 милиона долара наспрам буџета од 5 милиона. Добио је позитивне рецензије критичара и публике, који су похвалили Бродерикову глуму, хумор и тон. Године 2014. Конгресна библиотека га је изабрала за чување у Националном филмском регистру САД, сматрајући га „културолошки, историјски или естетски значајним”.

## Радња
Ферис Бјулер (Метју Бродерик) је шармантан и популаран средњошколац који увек успева да се извуче из невоље коју изазове. Планирајући последњи провод пре матуре, Бјулер наговори своју девојку Слоун (Мија Сара) и пријатеља Камерона (Алан Рак) да побегну из школе и одвезу се до центра града у ферарију Камероновог оца. У међувремену, директор школе (Џефри Џоунс) нањуши њихов план и опсесивно покушава да их ухвати на делу.

## Улоге
| Глумац         | Улога          |
| -------------- | -------------- |
| Метју Бродерик | Ферис Бјулер   |
| Алан Рак       | Камерон Фрај   |
| Мија Сара      | Слоун Питерсон |
| Џефри Греј     | Џини Бјулер    |
| Џефри Џоунс    | Ед Руни        |
| Синди Пикет    | Кејти Бјулер   |
| Иди Маклерг    | Грејс          |
| Лајман Ворд    | Том Бјулер     |
| Чарли Шин      | Барт Волбек    |